# Tadeusz Nestorowicz (muzyk)
Tadeusz Nestorowicz (ur. 23 maja 1957 w Dzierżoniowie) – polski trębacz jazzowy, kompozytor, lider zespołów muzycznych, animator edukacyjny.

## Życiorys
Jego miastem rodzinnym jest Dzierżoniów, w którym mieszkał przez ponad 30 lat. Tam też odebrał wykształcenie muzyczne, podstawowe wskazówki otrzymując od swego ojca, lokalnego muzyka. Praktyczną naukę gry na instrumencie pobierał pod kier. nauczyciela instrumentu Jana Zemlera w Ognisku Muzycznym, które mieściło się wówczas w budynku dzisiejszego Dzierżoniowskiego Domu Kultury. Pobierał prywatne lekcje muzyki u członków Orkiestry Dętej, którymi byli Stanisław Podeszwa i Kazimierz Wenc, a w której również występował.
Uczęszczał do Szkoły Podstawowej nr 9 w Dzierżoniowie. Następnie podjął naukę w Technikum Radiotechnicznym i Zespole Szkół Zawodowych. Jest absolwentem Liceum Muzycznego we Wrocławiu oraz Wydziału Instrumentalnego Akademii Muzycznej im. Karola Lipińskiego we Wrocławiu w klasie trąbki – i z tym miastem od lat związany jest poprzez wieloletnią działalność muzyczną. Od 29 maja 2017 roku jest także Honorowym Obywatelem Dzierżoniowa, w którym spędził młodość i z którym wciąż jest związany.
Jego pierwszym zespołem jazzowym, była wrocławska grupa Jumbo Jazz Band. Z którą w 1976 roku na festiwalu Old Jazz Meeting „Złota Tarka” otrzymał nagrodę firmy fonograficznej Polskie Nagrania. W październiku 1978 założył formację Jazz Day Orchestra, która w 1980 r. została laureatem Nagrody Głównej na Old Jazz Meetingu „Złota Tarka”. W 1981 roku z jego inicjatywy powstał zespół Funk Factory, który wykonywał muzykę spod znaku jazz nowoczesny i został laureatem Festiwalu Jazzowego Jazz Juniors '83, zaś w grudniu 1982 roku nagrywał w Polskim Radiu Wrocław. W 1984 roku powołał do życia formację Nestor Band z którą koncertował w kraju i za granicą.
Jako muzyk solista współpracował z Big Bandem „Wrocław”, Big Warsaw Bandem, Orkiestrą Rozywkową PRiTV pod dur. Henryka Debicha, Alex Bandem pod dyr. Aleksandra Maliszewskiego oraz z Poznańską Orkiestrą Rozrywkową PRiTV pod dyr. Zbigniewa Górnego. Koncertował również ze słynnymi polskimi jazzmanami, m.in. z Janem „Ptaszynem” Wróblewskim, Zbigniewem Namysłowskim czy Włodkiem Pawlikiem oraz z wykonawcami popowymi, takimi jak: Andrzej Rosiewicz, Ewa Bem, Halina Frąckowiak, Grażyna Łobaszewska, grupa Vox, Michał Bajor czy Janusz Stokłosa. 
Występował na festiwalach: Jazz nad Odrą, Jazz Jamboree, Old Jazz Meeting „Złota Tarka”, FAMA w Świnoujściu, Muzyczny Camping w Lubaniu, Wałbrzyska Jesień Estradowa, Festiwal Muza w Jeleniej Górze czy Przegląd Piosenki Aktorskiej we Wrocławiu. Koncertował także w nieistniejących już krajach – w ZSRR podczas Igrzysk Olimpijskich w Moskwie, w Czechosłowacji, w NRD, w RFN na Festiwalu Młodych Muzyków w Bayreuth, a także w Szwajcarii, Austrii oraz we Francji. 
Pod koniec lat 80. występował w orkiestrach, grających na japońskich oraz amerykańskich statkach pasażerskich. W roku 1992 przebywał w stanach Zjednoczonych, gdzie wystąpił na festiwalu zorganizowanym z okazji urodzin amerykańskiego trębacza Dizzy'ego Gillespiego. W 2003 odbył rejs dookoła ziemi, grając na japońskich statkach wycieczkowych.
Trębacz jest także wrocławskim hejnalistą. Po raz pierwszy zagrał hejnał w 1979 roku w wieku 22 lat, co czyni po dziś dzień. W 1997 roku, podczas II Kongresu Eucharystycznego we Wrocławiu zaprezentował go publicznie Ojcu Świętemu Janowi Pawłowi II oraz podczas uroczystej sesji Rady Miejskiej Wrocławia podczas wizyty Dalajlamy XIV. Wrocławski hejnał w jego wykonaniu wybrzmiał także w obecności Lecha Wałęsy. Muzyk jest także wykonawcą i aranżerem nowej wersji hejnału Dzierżoniowa.
W 2010 roku muzyk uległ poważnemu wypadkowi, który miał miejsce 500 metrów od jego miejsca zamieszkania, gdzie na przejściu dla pieszych przejechał go pijany kierowca. Jego rehabilitacja miała miejsce we wrocławskich szpitalach przy ul. Traugutta, przy al. Wiśniowej (szpital kolejowy), w dzielnicy Brochów i przy ul. Chopina.
W 2012 po 18 miesiącach przerwy w działalności muzycznej, powrócił do działalności muzycznej, nagrywając album zatytułowany Nadzieja. W czerwcu 2017 roku obchodził jubileusz 40-lecia pracy artystycznej.
Podczas swej długoletniej kariery, nagrał 40 płyt jazzowych, 30 płyt z muzyką rozrywkową i 10 płyt z piosenkami dla dzieci.
W 2017 roku został odznaczony Srebrną Odznaką Honorową Wrocławia.

## Kalendarium pracy artystycznej[7][9]
- 1976 – formacja Jumbo Jazz Band zostaje laureatem festiwalu Old Jazz Meeting „Złota Tarka” (nagroda Polskich Nagrań).
- 1979 – Muzyczny Camping w Lubaniu (koncert), Wałbrzyska Jesień Estradowa '79 (nagroda główna), Festiwal Muza '79 w Jeleniej Górze (I nagroda).
- 1980 – Nagroda Główna dla formacji Jazz Day Orchestra podczas Old Jazz Meetingu „Złota Tarka”. W tymże roku muzyk koncertował także podczas Letnich Igrzysk Olimpijskich 1980 w Moskwie.
- 1981 – Laureat festiwalu Jazz Juniors. Debiut zespołu Funk Factory na festiwalu Jazz nad Odrą we Wrocławiu.
- 1982 – akompaniowanie wykonawcom podczas Przeglądu Piosenki Aktorskiej we Wrocławiu.
- 1983 – ukończenie Akademii Muzycznej we Wrocławiu na wydziale instrumentalnym w klasie trąbki. Zespół Funk Factory zostaje laureatem festiwalu Jazz Juniors. Koncerty w RFN na Festiwalu Młodych Muzyków w Bayreuth, gdzie muzyk nagrywa płytę.
- 1984 – powstaje Nestor Band. Zespół otrzymuje wyróżnienie na festiwalu Akademickie Centrum Kultury „Pałacyk”.
- 1985 – współpraca z Big Bandem „Wrocław”. Orkiestra współpracuje z wieloma gwiazdami polskich estrad, takimi jak: Andrzej Rosiewicz, Ewa Bem, Halina Frąckowiak, Grażyna Łobaszewska, grupa Vox i inni.
- 1986 – współpraca z Michałem Bajorem i Januszem Stokłosą. Występ podczas Przeglądu Piosenki Aktorskiej we Wrocławiu.
- 1987 – gra z orkiestrą Big Warsaw Band i występy na festiwalach (Zielona Góra, Białostockie Malwy – Białystok, Opole). Wspólne koncerty z polskimi jazzmanami, takimi jak: Jan Ptaszyn Wróblewski, Zbigniew Namysłowski i inni.
- 1988 – współpraca z Orkiestrą Rozrywkową PRiTV pod dyr. Henryka Debicha na Festiwalu Piosenki Żołnierskiej w Kołobrzegu.
- 1989 – współpraca z muzykami ze Stanów Zjednoczonych i Anglii, na statkach pasażerskich.
- Lata 90. – współpraca z orkiestrą Alex Band – występy w Niemczech, Szwajcarii i podczas festiwalu w Sopocie. Koncerty na Przeglądzie Piosenki Aktorskiej we Wrocławiu, nagranie płyty z polskimi aktorami oraz koncerty z Poznańską Orkiestrą Rozrywkową PRiTV pod dyr. Zbigniewa Górnego.
- 1992 – występ podczas festiwalu z okazji urodzin Dizzy'ego Gillespiego w Stanach Zjednoczonych.
- 1993 – występ z Boney M. na festiwalu sopockim.
- 1994 – początek współpracy z niemieckim zespołem Dr Martin’s Swing Band, i nagranie płyty Perspektiven.
- 1995 – współpraca z polskimi muzykami, takimi jak m.in. Włodek Pawlik czy Wojciech Gogolewski – na amerykańskich statkach pasażerskich. Nagranie autorskiej płyty pt. Człowiek Pyta.
- 1997 – współpraca z Romanem Kołakowskim, oraz Wojciechem Kościelniakiem podczas nagrywania kasety magnetofonowej pt. Brecht w Teatrze Polskim we Wrocławiu.
- 1998 – cotygodniowe koncerty z cyklu „Jazz dla każdego”, połączone z jam session. Premiera płyty koncertowej, nagranej z zespołem Tadeusz Nestorowicz Sekstet i z zaproszonymi muzykami, którymi byli: Jerzy Główczewski, Jerzy Kaczmarek, Adam Wendt, Tomasz Wilczyński i Krzysztof Olejnik (Klub Artystów na Jatkach).
- 2000 – współpraca z zespołami Heavy Blues, Sami Swoi, Dixe Company
- 2001 – koncerty Nestor Bandu – promujące polską muzykę jazzową w Wiedniu.
- 2003 – ponowna praca na japońskich statkach pasażerskich i wspólne koncerty ze znakomitymi japońskimi muzykami – Ozone Minoru (pianino) oraz Takasahi Furuya (saksofon).
- 2004 – koncerty z zespołem Party Tour i nagranie materiału na płytę zawierającą przeboje zespołu Blues Brothers.
- 2005 – muzyk podejmuje pracę nauczyciela w szkole muzycznej w Oleśnicy, gdzie uczy gry na trąbce.
- 2006 – nagranie albumu The Best Of Polish Smooth Jazz dla Polonii Records oraz płyty zatytułowanej Taniec wśród gwiazd (edycja specjalna edycja, która ukazała się w Stanach Zjednoczonych i Japonii).
- 2007 – Polonia Records wydaje płytę Nestor Bandu pt. Polskie przeboje filmowe. Koncert w Paryżu promujący Wrocław i praca w Teatrze Muzycznym „Capitol”.
- 2008 – przygotowanie nowego programu z zespołem Nestor Band – w stylu smooth jazzowym, poświęconego Georgowi Gershwinowi.
- 2009 – koncert otwierający Jazz nad Odrą (występ Nestor Bandu). W tym roku powstają kolejne albumy z muzyką dla dzieci.
- 2010 – autorska płyta Polska muzyka ludowa na jazzowo.
- 2012 – powstaje autorska płyta pt. Nadzieja.
- 2013 – płyta z piosenkami dla dzieci pt. Wszystko jest muzyką.
- 2014 – otwarcie Festiwalu Jazz Nad Odrą. Powstaje płyta z najsłynniejszymi standardami jazzowymi.
- 2015 – album z piosenkami dla dzieci „Czas na ball” i płyta Odd Fellows Jazz, zawierająca standardy jazzowe.
- 2016 – Tribute To Louis Armstrong – koncerty podczas festiwalu Jazz nad Odrą i koncerty z Nestor Bandem poświęcone geniuszowi muzyki jazzowej.
- 2017 – Wonderful World – koncert był podsumowaniem 40-letniej działalności zawodowej muzyka, który w tym samym roku otrzymał tytuł Honorowego Obywatela Dzierżoniowa.

## Wybrana dyskografia[7][9]
- 12.1982 – sesja nagraniowa podczas której zespół Funk Factory wykonał następujące utwory: As long as i've got your love, Zwierzenia kelnera, Imieniny cioci, Zemsta piekarza, Dwa wampiry, Zimny prysznic, Lubię rocka, Maliny Stasia, Dziesięć pięter w dół (zarejestrowano w Polskim Radio Wrocław)[6].
- 1983 – ukoronowaniem koncertów w RFN (Bayrouth) na festiwalu młodych muzyków z całego świata jest album nagrany z niemieckimi muzykami z muzyką swingową i rozrywkową.
- 08.1988 – sesja nagraniowa podczas której zespół Nestor Band wykonał następujące utwory: Wieczór w Rurze, Zapach mleka, Smutna fala, Wieczna nadzieja człowieka, Nowy telefon, Dziękuję Tobie za... (zarejestrowano w Polskim Radiu Wrocław)[10]
- 1989 – płyta nagrania z Big Warsaw Bandem (Wifon).
- 1992 – album dokumentujący Festiwal Piosenki Aktorskiej we Wrocławiu (Polskie Nagrania).
- 1994 – współpraca z niemiecką grupą Dr Mmartin’s Swing Band ukoronowana albumem pt. Perspektiven.
- 1995 – ukazuje się solowy album trębacza pt. Człowiek pyta (Koch Jazz).
- 1996 – Nestor Band i Jego Goście – Pamiętajmy o naszych gwiazdach – album dedykowany nieżyjącym artystom jazzowym zmarłym artystom (wydawca – Koch Jazz).
- 1996 – dzięki inicjatywie Tadeusza Nestorowicza powstaje album Muzyczna Pocztówka z Wrocławia – stworzona przez wrocławskich artystów (Koch Jazz).
- 1997 – współpraca z Romanem Kołakowskim oraz Wojtkiem Kościelniakiem owocuje nagraniem kasety w Teatrze Polskim pt. „Brecht”.
- 1997 – Ballada na Pożegnanie. Album dedykowany zmarłym rodzicom artysty (wydawca – Europea Music Records).
- 1998 – Tadeusz Nestorowicz – Sekstet. Zapis koncertu w „Klubie Artystów na Jatkach” (Polonia Records).
- 1998 – Bliźniacze szczęście – concert live (Koch International).
- 1999 – współpraca muzyka z „Agencją Wydawniczą Signum” owocuje wydaniem kaset Nestor Bandu pt. Wieczór w Rurze i Jazz nie dla każdego.
- 2001 – Głos złotej trąbki i Głos złotej trąbki vol 2 (Marfix).
- 2002 – Tadeusz Nestorowicz Band – The Best of Greatest Hits Smooth (Jazz Magazine, Polonia Records).
- 2004 – album nagrany z grupą Party Tour pt. Przeboje zespołu Blues Brothers.
- 2003 – album nagrany z Jazz Day Orchestra pt. Live in studio.
- 2005 – Alessandro Hellmann and Nestor Band – Summer time blue (Italia Trelune Records).
- 2006 – The Best of Polish Smooth Jazz (Polonia Records).
- 2006 – Taniec wśród gwiazd – czteropłytowy album trębacza, który ukazał się w Polsce, Stanach Zjednoczonych i Japonii.
- 2007 – Nestor Band – Polskie Przeboje Filmowe (Polonia Records)
- 2008 – album Plays Gershwin, nagrany z gościnnym udziałem Ryszard Gwalbert Misiek (nagrano w Polskim Radiu Wrocław)
- 2009 – Tadeusz Nestorowicz Quintet – The Best Russian Hits (Polonia Records)
- 2010 – Polska muzyka ludowa na jazzowo. Autorski album zawierający zapis koncertu w Klubie Rura we Wrocławiu.
- 2012 – Nadzieja – pierwszy autorski album muzyka po 18 miesiącach przerwy, spowodowanej wypadkiem i długotrwałą rehabilitacją (Stoart, Polonia Records).
- 2013 – Wszystko jest muzyką, Dziadek Bach zaprasza i Każdy śpiewać może. Autorskie albumy z piosenkami dla dzieci.
- 2014 – Nestor Band – Najsłynniejsze standardy jazzowe.
- 2015 – Czas na ball, Cztery pory roku. Autorskie płyty z piosenkami dla dzieci.
- 2016 – Tribute To Louis Armstrong.
- 2017 – Wonderful World – album jest podsumowaniem 40-letniej działalności muzycznej trębacza.